# Yua Mikami
Momona Kitō (en japonés: 鬼頭桃菜; romanizado: Kitō Momona) (Nagoya, 16 de agosto de 1993), conocida con el nombre artístico de Yua Mikami (en japonés: 三上悠亜; romanizado: Mikami Yua) es una actriz, gravure idol, cantante y ex AV Idol japonesa. Debutó como miembro del grupo idol SKE48 en el 2009 antes de irse en 2014. Entró en la industria del entretenimiento para adultos (AV Idol) en el 2015 bajo el nombre de Muteki, convirtiéndose en 2017 en una de las AV Idols contemporáneas más populares, apareciendo en más de 150 películas para adultos (incluidas compilaciones y obras en realidad virtual). Además de actuar en películas para adultos, Mikami también se mantuvo activa como cantante e ídolo. Se convirtió en miembro del grupo idol Ebisu Muscats en 2015 y también debutó en Corea del Sur como miembro del también idol group Honey Popcorn en 2018. Hizo apariciones especiales como invitada en los videojuegos Yakuza 6: The Song of Life y Yakuza Kiwami 2.

## Vida y carrera

### 2006–2014: primeros años y debut como idol
Yua Mikami, nombre artístico de Momona Kito, nació en agosto de 1993 en la ciudad de Nagoya, capital de la prefectura de Aichi. Con claras aspiraciones de convertirse en una idol, Mikami audicionó para la octava generación de Morning Musume en 2006, a la edad de 13 años, pero fue eliminada durante la primera ronda. En marzo de 2009, debutó como miembro de segunda generación del grupo idol SKE48 en el Equipo E. Su carrera en SKE48 vio numerosos reveses, incluida una degradación al estatus de Kenkyuusei (aprendiz) en diciembre de 2010, así como un escándalo de alcoholismo y citas entre menores de edad que estalló en julio de 2013 y en el que se vio involucrada junto a Tegoshi Yuya. El 16 de marzo de 2014, anunció su graduación del grupo, siendo su última actuación el 9 de abril de 2014. Durante su mandato, apareció en ocho sencillos del lado B con SKE, así como una aparición en el sencillo del lado B del grupo hermano AKB48 "Gingham Check".

### 2015-2023: debut como AV Idol, retorno a la música y retiro
El 1 de junio de 2015, debutó en la industria del entretenimiento para adultos bajo el nombre de Yua Mikami con su primer video, Princess Peach, producido por Muteki, un sello que se especializó en debuts de películas para adultos para ex gravure idols y celebridades menores. Si bien Mikami originalmente lo planeó como una carrera de una sola película, Princess Peach resultó ser un gran éxito, convirtiéndose en una de las películas más vendidas de Muteki y uno de los AV más solicitados de 2015. La inesperada reacción positiva de su debut motivó a Mikami a permanecer en la industria como intérprete activa. El 12 de noviembre de 2015, lanzó su sitio web oficial. Sus cuentas de Twitter e Instagram también se crearon el mismo día. En una entrevista, Mikami declaró: "Entré al mundo audiovisual sin consultar con nadie. Es mi vida, así que tengo que elegir por mí mismo".
Su segunda producción AV, Pleasure, fue lanzada el 1 de enero de 2016. Los primeros títulos de Mikami estaban bajo la etiqueta Muteki, convirtiéndose en una de las pocas actrices AV que hicieron más de un título en el estudio, antes de transferirse a S1 No. 1 Style en noviembre de 2016. El 13 de mayo de 2016, Mikami ganó su primer premio importante en los DMM Adult Awards en la categoría de Mejor actriz revelación. El 13 de abril de 2016, se unió a los Ebisu Muscats como miembro de segunda generación. Fue la chica del cartel del AV Open 2016 junto con Masami Ichikawa y Rika Hoshimi. Fue la chica de la campaña de eventos del National Fan Thanksgiving Festival 2016 junto con Hibiki Ōtsuki.
La popularidad de Mikami siguió creciendo, ya que se convirtió en una de las actrices "insignia" de S1, con sus películas apareciendo regularmente en las listas de éxitos de ventas. En 2018, cuando Fanza hizo una investigación sobre las 10 actrices AV más vendidas del año, Mikami quedó en el octavo puesto en descargas digitales y en el quinto en ventas físicas. Mikami ganó su segundo premio importante, en la categoría de Mejor actriz en los premios DMM Adult Awards de 2017. También entregó el premio a la Mejor actriz revelación a la ex ídolo del huecograbado y actriz AV Shoko Takahashi. Con ambos debutando en Muteki y viviendo en Nagoya, Mikami y Takahashi formaron una estrecha amistad y comenzaron a aparecer en el programa de variedades Show Your Rockets. Para el décimo aniversario de Muteki, la pareja apareció en su primer título AV conjunto, These Two Have No Equal, lanzado el 1 de diciembre de 2018. La película, de cuatro horas de duración, también fue acompañada por un VR de dos horas de duración. También se convirtió en la segunda película japonesa para adultos más vendida de 2018.
Mikami también apareció en el especial del decimoquinto aniversario de S1, junto con otros artistas exclusivos del estudio como Tsukasa Aoi, Ayami Shunka, Moe Amatsuka, Arina Hashimoto, Usa Miharu y Nene Yoshitaka. Mikami continuó su carrera AV en S1, apareciendo en más de 100 títulos. En 2019 se convirtió en la segunda actriz audiovisual más vendida del año junto a Yui Hatano. También logró la misma hazaña en 2020, siendo solo superada por la popular recién llegada a la industria Ichika Matsumoto.
A pesar de ser principalmente una artista AV Idol, Mikami se mantuvo cerca de sus raíces musicales. El 22 de noviembre de 2016, lanzó un sencillo en solitario, Ribbon. En 2018, debutó como miembro del grupo surcoreano idol Honey Popcorn junto a las AV Idols Moko Sakura y Miko Matsuda. El grupo fue financiado por la propia Mikami como un proyecto apasionante. Sin embargo, su debut resultó ser controvertido debido a la línea de trabajo del miembro que iba en contra de la imagen "pura" asociada con los idols coreanos. El grupo se vio obligado a cancelar su concierto debut debido a la indignación y se pasó una petición con más de 50 000 firmas exigiendo la prohibición del grupo. Debido a la intensa reacción violenta, Matsuda dejó Honey Popcorn en diciembre de 2018, pero Mikami logró revivir al grupo con tres nuevos miembros y lanzaron su segundo EP, De-aeseohsta en julio de 2019.
En el mismo año, Mikami también comenzó su propia marca de ropa, Miyour's, una elección de carrera inspirada en gran parte por su amiga cercana e ídolo AV Kirara Asuka. El 27 de junio de 2020, Mikami actuó como estrella invitada en el nuevo video musical del artista malayo Namewee titulado I Shot You, que llegó a tener más de 1,4 millones de visitas en poco más de un día.
El 13 de marzo de 2023, Mikami anunció su retiro de la industria pornográfica en su trigésimo cumpleaños, el 16 de agosto de 2023, a través de su video de YouTube. Un día antes de esta fecha se lanzaba su último vídeo como actriz.